# Bongo (Costa d'Avorio)
Bongo è una città e sottoprefettura della Costa d'Avorio appartenente al  dipartimento di Grand-Bassam. Conta una popolazione di 25 052 abitanti (censimento 2014).